# История Нунавута
Современная территория Нунавута была населена представителями палеоэскимосской культуры и эскимосами в течение около четырёх тысяч лет. Некоторые историки идентифицируют побережье Баффиновой Земли с легендарной страной Хеллуланд, описанной в норвежских сагах как одна из трёх земель, открытых Лейфом Эрикссоном в Северной Америке. Однако документированное проникновение европейцев на территорию современного Нунавута началось в XVI веке, когда Компания Гудзонова залива начала устанавливать тут сеть торговых факторий. С одной стороны, это проникновение привело к росту благосостояния эскимосов, с другой — к разрушению традиционной культуры. В 1930-е годы фактории фактически прекратили функционировать, что поставило эскимосское общество на грань коллапса и заставило канадское правительство разработать планы насильственного переселения эскимосов, которые в 1950-е годы частично были воплощены в жизнь. С 1970-х годов проходил процесс возрождения национального самосознания эскимосов, который в конечном счёте привёл к выделению новой провинции из Северо-Западных территорий. Этот процесс формально начался в 1982 году, когда был проведён референдум о разделении территорий, и закончился 1 апреля 1999 года созданием провинции Нунавут.

## До прихода европейцев
Первыми обитателями северо-восточной арктической Америки были тунииты, предположительно пришедшие из Сибири в начале I тысячелетия н.э. В X веке на территории современного Нунавута появился народ, известный как туле, предки современных эскимосов. Их появление было последним эпизодом в миграции народов из Азии в Америку. Туле занимались китобойным промыслом, но в конце XIV века по неизвестным причинам изменили свой образ жизни и начали расселяться вокруг Гудзонова залива. После этого китобойный промысел отошёл на второй план, а главным средством пропитания эскимосов стала охота на карибу и тюленей.
С начала XVI века эскимосы вступили в контакт с баскскими и португальскими китобоями, занимавшимися промыслом в Северной Атлантике, а также с путешественниками, направлявшимися на поиски Северо-Западного прохода. В 1576 году Мартин Фробишер посчитал, что нашёл золотую руду в бухте Фробишер, которую в то время посчитали началом прохода, на острове Баффинова Земля. Руда оказалась ничего не стоящей, но именно Мартин Фробишер записал в своём дневнике о первом контакте с эскимосами. Контакт был враждебным, а сам Фробишер взял в плен четырёх эскимосов, которых привёз в Англию, где они вскоре погибли. Другие исследователи появились здесь в XVII веке. В 1610-1615 годах ими были Генри Хадсон (Гудзон), Уильям Баффин и Роберт Байлот.
Эти контакты, однако, носили ограниченный характер и не повлияли каким-либо существенным образом на жизненный уклад эскимосов.

## Под управлением Компании Гудзонова залива
В 1670 году Великобритания заявила свои права на Землю Руперта, которая включала в себя весь бассейн Гудзонова залива, в том числе материковую часть Нунавута. Позднее и Северо-Западная территория, названная так по своему отношению к Земле Руперта, была объявлена британской. Землями управляла Компания Гудзонова Залива.
После образования Компании Гудзонова залива начались тесные контакты эскимосов с европейцами, быстро приведшие к существенным изменениям в жизни  эскимосов. Эскимосы отошли от своего традиционного жизненного уклада, в котором охота была средством добычи пропитания и изготовления жизненно важных предметов, таких, как одежда и обувь. Вместо этого они превратились в профессиональных охотников, менявших результаты своего труда на товары, доставляемые Компанией, прежде всего продовольствие, снаряжение и одежду. Для эскимосов это означало как существенный подъём жизненного уровня, так и зависимость от внешних факторов. Развивался китобойный промысел, для чего в регион завезли оружие, различные металлические предметы. Кроме того, европейцы принесли с собой музыкальные инструменты, алкогольные напитки, табак и болезни. Со временем китовые промыслы были вытеснены продажей меха. Европейцы истребляли целые стада животных, от которых зависела повседневная жизнь эскимосов.

## В составе Северо-Западных территорий
В 1870 году компания Гудзонова залива передала свои земли новообразованному доминиону Канада. Владения компании включали землю Руперта и Северо-западную территорию. Однако северные острова Нунавута не принадлежали напрямую компании, более того, часто их исследователями и первооткрывателями были скандинавы или американцы. В июле 1880 года британское правительство передало Канаде свои арктические владения со следующей формулировкой: «все острова, лежащие около таких территорий» (англ. all Islands adjacent to any such Territories), включая ещё не открытые острова, а также острова, открытые иностранцами.
С 1880 по 1910 год различные полярные исследователи явно или неявно пытались распространить на открытые острова суверенитет своих держав, в основном США и Норвегии. В качестве ответных шагов правительство Канады создало арктические патрули, которые работали с 1897 года. В 1909 году Жозеф-Эльзеар Бернье установил плакат на острове Мелвилл, утверждавший, что весь арктический архипелаг от материка до Северного полюса является территорией Канады. В 1930 году Норвегия отказалась от своих претензий на острова в канадском арктическом архипелаге, открытые Отто Свердрупом. В 1930-х годах официально закрепилось разделение Арктики на сектора. Канада подписала соответствующее дополнение к акту о Северо-западных территориях в 1925 году.
Начавшаяся после Второй мировой войны холодная война сыграла большую роль в заселении и изучении территории. 12 февраля 1946 года правительство США утвердило план строительства арктических метеостанций, который 28 января 1947 года был формально поддержан правительством Канады. Четыре из пяти станций, построенных в 1947-1950 годах на островах Принс-Патрик, Корнуоллис и Элсмир, расположены в Нунавуте: Алерт, Эрика, Исачсен и Резольют. Помимо сбора метеорологических данных и мониторинга окружающей среды станции были подтверждением арктического суверенитета Канады..
Компания Гудзонова залива действовала в Канадской Арктике вплоть до 1930-х годов и фактически была посредником между правительством Канады и эскимосами.  Ситуация существенным образом поменялась после 1930 года, когда обвал рынка привёл к резкому спаду спроса на товары, производимые эскимосами, и последние были вынуждены рассчитывать лишь на нерегулярную помощь, оказываемую им федеральным правительством. Следующие 40 лет явились одним из наиболее тяжёлых периодов для коренного населения Нунавута. Прекращение торговли и практическая невозможность вернуться к традиционному укладу жизни вызвали глубокий социальный кризис среди эскимосов. Результатом стали голод, демотивация, чувство безнадёжности и высокая смертность. Помощь федерального правительства была достаточной лишь для самого необходимого. Введение обязательного образования привело к тому, что семьи вынуждены были посылать детей в интернаты, что, в свою очередь, привело к распаду традиционной семьи или переселению коренного населения в посёлки, построенные правительством, что, в свою очередь, также отрывало их от традиций. Введение представительного правления на Северо-Западных Территориях не изменило положение эскимосов.
Правительство начало поддерживать переселение в населённые пункты. Оно также способствовало религиозным изменениям. Католические и протестантские миссионеры обратили большинство инуитов в христианскую веру. Кроме того, обеспокоенное стратегическим положением малообжитой территории, федеральное правительство насильно переселило инуитов из района Нунавик в северном Квебеке в Резольют и Грис-Фьорд, находящиеся за полярным кругом. В незнакомых и враждебных условиях они голодали, но их заставили остаться. Сорок лет спустя Королевская комиссия по делам индейцев выпустила доклад, озаглавленный The High Arctic Relocation: A Report on the 1953-55 Relocation, в котором назвала переселение «одним из самых вопиющих случаев нарушения прав человека за всю историю Канады» (англ. one of the worst human rights violations in the history of Canada). В 1996 году правительство выплатило 10 миллионов канадских долларов компенсации пострадавшим и их потомкам, однако официальные извинения были принесены министром по делам индейцев и севера Канады Джоном Данканом только в августе 2010 года.
Первой успешной попыткой спасти народ был поиск традиционных занятий для эскимосов, которые смогли бы заменить охоту, оставаясь в рамках традиционного уклада жизни. Таким занятием стала резьба по мягкому камню, в достаточном количестве распространённому в Арктике. Вырезанные фигурки людей и животных стали популярны в качестве подарков, и сейчас их можно купить практически в любом сувенирном магазине в Канаде. Это на первый взгляд незначительное событие существенно изменило положение эскимосов и спасло их как нацию.

## Создание территории Нунавут
В 1971 году была создана организация инуитов Канады Inuit Tapirisat of Canada (ITC). По инициативе её первого президента, Тагака Кёрли, был проведён ряд исследований и сделано заключение о желательности обособленного проживании инуитов и необходимости создания отдельного региона Канады. В 1976 году между организацией и правительством Канады начались переговоры, на которых обсуждался вопрос разделения Северо-Западных территорий. В 1979 году представители инуитов впервые участвовали в выборах в Законодательное собрание Северо-Западных Территорий. В том же году был обнародован план ITC, рассчитанный на 15 лет и ведущий к созданию новой территории с широкой автономией.
14 апреля 1982 года был проведён плебисцит по разделению. Большинство жителей высказалось за разделение, после чего была создана отдельная организация инуитов Нунавута Tunngavik Federation of Nunavut. Последующие переговоры велись уже с новой организацией, и семь месяцев спустя федеральное правительство подготовило предварительное соглашение. Выработка соглашения заняла десять лет, так как требовалось урегулировать вопросы границ новой территории и прав её жителей. В декабре 1991 года был выработан финальный вариант соглашения о территории, который был утверждён в сентябре 1992 года и ратифицирован 84,7 % избирателей Нунавута. 9 июля 1993 года Соглашение о разделе земли в Нунавуте и Акт о Нунавуте прошли через Парламент Канады. Еще шесть лет ушли на подготовку ввода соглашения в действие, для чего был назначен временный поверенный, Джек Анауак. 15 января 1999 года прошли первые выборы в Законодательную Ассамблею Нунавута, и 1 апреля 1999 года Нунавут стал полноценной территорией Канады.
Первым премьер-министром Нунавута стал Пол Окалик.